# Вихельтаярви
Вихельтаярви — озеро на территории Кестеньгского сельского поселения Лоухского района Республики Карелии.

## Общие сведения
Площадь озера — 1,8 км², площадь водосборного бассейна — 1530 км². Располагается на высоте 166,6 метров над уровнем моря.
Форма озера лопастная, продолговатая: оно вытянуто с северо-запада на юго-восток. Берега каменисто-песчаные, преимущественно возвышенные.
Через озеро протекает река Писта, впадающая в озеро Верхнее Куйто.
В озере расположено не менее шести небольших безымянных островов.
Код объекта в государственном водном реестре — 02020000811102000004364.